# Víctor Gárate
Víctor J. Gárate (Maracay, Aragua, Venezuela, 25 de septiembre de 1984) es un pelotero de béisbol profesional venezolano, lanzador de La Liga Venezolana de Béisbol Profesional para las Águilas del Zulia, que actualmente firmó para los Vaqueros Unión Laguna de la Liga Mexicana de Béisbol. Él jugó previamente en las Grandes Ligas (MLB) para los Nacionales de Washington, en Nippon Professional Baseball (NPB) para los Hokkaido Nippon-Ham Fighters y en Liga de Béisbol Profesional China (CPBL) para los EDA Rhinos. 

## Carrera como beisbolista
En la Appalachian League

### 2005
Gárate fue firmado por los  Astros de Houston en 2005, e hizo su debut profesional con los Astros de Greeneville en la  Appalachian League. Él fue de 4 Juegos Ganados y 1 Perdido con una efectividad de 5.57 durante los 19 partidos que lanzó en la temporada.

### 2006
En La New York - Penn League
Hizo su debut profesional con los Tri-City ValleyCats desde el 20 de junio de 2006 hasta el 12 de septiembre de 2006 con una efectividad de 0.92 durante los 21 partidos del cual dejó como resultado de 4 juegos ganados, 0 perdidos, en 31 1/3 inning, permitiendo 14 Hit, 6 Carreras, de las cuales 4 fueron limpias, 2 jonrones, 21 bases por bolas y ponchó a 59 jugadores.
En la Liga Venezolana de Béisbol Profesional
Víctor Gárate hace su debut con la organización de Los Leones del Caracas desde el 12 de octubre de 2006 hasta el 9 de diciembre de 2006 con una efectividad de 6.75 durante los 5 partidos del cual dejó como resultado de 0 juegos ganados, 0 perdidos, en 2 inning 2/3, permitiendo 4 Hit, 2 Carreras, de las cuales 2 fueron limpias, 0 jonrones, 3 bases por bolas y ponchó a 2 jugadores.

### 2007
En la South Atlantic League
Víctor Gárate juega en Clase A (Media)  con el Lexington Legends, 9 de abril de 2007 hasta el 7 de julio de 2007.
En la New York–Penn League
Es llamado para jugar en la Clase A temporada corta con la organización Tri-City ValleyCats desde el 13 de julio hasta el 5 de septiembre de 2007. Dejando en los equipos una efectividad de 5.06 durante los 43 partidos de los cual dejó como resultado de 6 juegos ganados, 2 perdidos, en 74 inning 2/3, permitiendo 78 Hit, 47 Carreras, de las cuales 42 fueron limpias, 7 jonrones, 42 bases por bolas y ponchó a 59 jugadores
En la Liga Venezolana de Béisbol Profesional
Víctor Gárate vuelve a participar con Los Leones del Caracas desde el 13 de octubre de 2007 hasta el 27 de diciembre de 2007 con una efectividad de 5.14 durante los 16 partidos del cual dejó como resultado de 1 juego ganado, 0 perdidos, en 7 inning, permitiendo 8 Hit, 4 Carreras, de las cuales 3 fueron limpias, 0 jonrones, 2 bases por bolas y ponchó a 0 jugadores.

### 2008
Fue seleccionado por los Dodgers en la fase de liga menor de la Regla 5 en 2007,
En La Midwest League
Víctor Gárate en la Clase A (Media) juega con los Great Lakes Loons, desde el 26 de abril de 2008 hasta el 17 de septiembre de 2008. y 
En La California League en la Clase A Avanzada (Fuerte) juega con la organización Inland Empire 66ers of San Bernardino desde el 24 de septiembre hasta el 30 de agosto de 2008. Dejando en los equipos una efectividad de 2.79 durante los 24 partidos de los cuales dejó como resultado de 9 juegos ganados, 3 perdidos, en 116 inning, permitiendo 105 Hit, 42 Carreras, de las cuales 36 fueron limpias, 10 jonrones, 42 bases por bolas y ponchó a 150 jugadores.
En la Liga Venezolana de Béisbol Profesional
Víctor Gárate vuelve a participar con Los Leones del Caracas desde el 16 de octubre de 2008 hasta el 26 de diciembre de 2008 con una efectividad de 3.43 durante los 18 partidos del cual dejó como resultado de 5 juego ganado, 0 perdidos, en 21 inning, permitiendo 14 Hit, 10 Carreras, de las cuales 8 fueron limpias, 2 jonrones, 13 bases por bolas y ponchó a 24 jugadores.

### 2009
En la Southern League
Él fue agregado a los Dodgers en el Roster de 40, antes de la temporada de 2009 y pasó la temporada con el Nivel Doble-A con el equipo Chattanooga Lookouts, desde el 11 de abril hasta el 28 de agosto de 2009 con una efectividad de 2.04 durante los 47 partidos del cual dejó como resultado de 0 juegos ganados, 1 perdido, en 53 inning, permitiendo 36 Hit, 12 Carreras, de las cuales 12 fueron limpias, 1 jonrón, 23 bases por bolas y ponchó a 56 jugadores.
En la MLB
El 2 de septiembre de 2009 los Dodgers enviaron Gárate a los Nacionales de Washington para completar el comercio para el jugador de cuadro Ronnie Belliard. Dos días más tarde, Nacionales de Washington lo colocan en su lista activa y él hizo su debut el 5 de septiembre hasta el 22 de septiembre de 2009, en cuatro partidos en los que permitió cinco carreras en dos entradas, 1 jonrón, 3 bases por bolas.
En la Liga Venezolana de Béisbol Profesional
Víctor Gárate vuelve a participar con Los Leones del Caracas desde el 29 de octubre de 2008 hasta el 22 de diciembre de 2009 con una efectividad de 4.86 durante los 19 partidos del cual dejó como resultado de 3 juegos ganados, 1 perdido, en 16 inning y 2/3, permitiendo 18 Hit, 9 Carreras limpias, 1 jonrón, 7 bases por bolas y ponchó a 15 jugadores.

### 2010
En la Eastern League
Los Nacionales de Washington colocan a Víctor Gárate en la Doble A para jugar con Los Harrisburg Senators desde el 9 de abril de 2010 hasta el 6 de septiembre de 2010 con una efectividad de 4.86 durante los 19 partidos del cual dejó como resultado de 3 juegos ganados, 1 perdido, en 16 inning y 2/3, permitiendo 18 Hit, 9 Carreras limpias, 1 jonrón, 7 bases por bolas y ponchó a 15 jugadores.
En la International League
Los Nacionales de Washington colocan a Víctor Gárate en la Triple A para jugar con Los Syracuse Chiefs desde el 8 de mayo de 2010 hasta el 25 de septiembre de 2010. Dejando en los equipos una efectividad de 3.11 durante los 40 partidos de los cuales dejó como resultado de 1 juego ganado, 2 perdidos, en 46 inning y 1/3, permitiendo 28 Hit, 16 Carreras, de las cuales 16 fueron limpias, 4 jonrones, 21 bases por bolas y ponchó a 59 jugadores.
En la Liga Venezolana de Béisbol Profesional
Víctor Gárate vuelve a participar con Los Leones del Caracas desde el 4 de noviembre de 2010 hasta el 28 de diciembre de 2010 con una efectividad de 2.66 durante los 24 partidos del cual dejó como resultado de 0 juegos ganados, 0 perdidos, en 20 inning y 1/3, permitiendo 19 Hit, 6 Carreras, de las cuales 6 fueron limpias, 0 jonrón, 9 bases por bolas y ponchó a 17 jugadores.

### 2011
En la Pacific Coast League
Víctor Gárate es adquirido por los Marlins de Florida para jugar en Triple A con el equipo New Orleans Zephyrs desde el 8 de abril hasta el 5 de septiembre de 2011, con una efectividad de 2.72 durante los 43 partidos del cual dejó como resultado de 3 juegos ganados, 3 perdidos, en 56 inning y 1/3, permitiendo 44 Hit, 23 Carreras, de las cuales 17 fueron limpias, 5 jonrones, 34 bases por bolas y ponchó a 59 jugadores.
En la Liga Venezolana de Béisbol Profesional
Víctor Gárate vuelve a participar con Los Leones del Caracas desde el 14 de octubre hasta el 30 de diciembre de 2011, con una efectividad de 4.37 durante los 26 partidos dejando como resultado de 0 juegos ganados, 0 perdidos, en 22 inning y 2/3, permitiendo 25 Hit, 14 Carreras, de las cuales 11 fueron limpias, 2 jonrones, 14 bases por bolas y ponchó a 17 jugadores.

### 2012
El 12 de julio de 2012, Gárate fue adquirido por la organización de los Cerveceros de Milwaukee.
En la Pacific Coast League
Víctor Gárate es puesto en Triple A para jugar con el equipo Nashville Sounds, equipo de Afiliación en MLB Oakland Athletics desde el 5 de abril hasta el 5 de septiembre de 2012, con una efectividad de 7.78, durante los 29 partidos del cual dejó como resultado de 3 juegos ganados, 5 perdidos, en 39 inning y 1/3, permitiendo 53 Hit, 35 Carreras, de las cuales 34 fueron limpias, 4 jonrones, 22 bases por bolas y ponchó a 40 jugadores.
En la Liga atlántica del béisbol profesional
El 19 de julio Gárate fue firmado por el equipo York Revolution de la Liga Atlántica del Béisbol Profesional, pero fue puesto en libertad una semana después, el 26 de julio de 2012.
En la Liga Venezolana de Béisbol Profesional
Víctor Gárate vuelve a participar con Los Leones del Caracas desde el 12 de octubre hasta el 28 de diciembre de 2012, con una efectividad de 5.48 durante los 14 partidos dejando como resultado de 1 juego ganados, 3 perdidos, en 35 inning y 1/3, permitiendo 39 Hit, 20 Carreras, de las cuales 19 fueron Limpias, 3 jonrones, 24 bases por bolas y ponchó a 40 jugadores

### 2013
En la Liga Mexicana de Béisbol
Víctor Gárate es adquirido por la organización de la Triple A Saraperos de Saltillo desde el 17 de abril hasta el 29 de septiembre de 2013, con una efectividad de 3.78, durante los 19 partidos del cual dejó como resultado de 9 juegos ganados, 3 perdidos, en 100 inning, permitiendo 106 Hit, 47 Carreras, de las cuales 42 fueron limpias, 9 jonrones, 40 bases por bolas y ponchó a 112 jugadores. 
En la Liga Venezolana de Béisbol Profesional
Víctor Gárate vuelve a participar con Los Leones del Caracas desde el 12 de octubre hasta el 28 de diciembre de 2013, con una efectividad de 4.72 durante los 13 partidos dejando como resultado de 3 juego ganados, 3 perdidos, en 47 inning y 2/3, permitiendo 59 Hit, 29 Carreras, de las cuales 19 fueron limpias, 5 jonrones, 21 bases por bolas y ponchó a 50 jugadores

### 2014
En la Liga Mexicana de Béisbol
Víctor Gárate vuelve a participar con Los Saraperos de Saltillo desde el 3 de abril hasta el 20 de julio de 2014, con una efectividad de 4.58, durante los 14 partidos del cual dejó como resultado de 3 juegos ganados, 4 perdidos, en 78 inning y 2/3, permitiendo 97 Hit, 43 Carreras, de las cuales 40 fueron limpias, 5 jonrones, 25 bases por bolas y ponchó a 87 jugadores.
El 19 de noviembre de 2014, Gárate fue firmado por Hokkaido Nippon-Ham Fighters.

### 2015
En la Liga Nippon Professional Baseball
Víctor Gárate hace su debut con el equipo el Hokkaido Nippon-Ham Fighters el 29 de abril hasta el 28 de septiembre de 2015, con una efectividad de 1.71, durante los 13 partidos del cual dejó como resultado de 3 juegos ganados, 1 perdidos, en 26 inning y 1/3, permitiendo 20 Hit, 9 Carreras, de las cuales 5 fueron limpias, 0 jonrones, 17 bases por bolas y ponchó a 19 jugadores.
En la Liga Venezolana de Béisbol Profesional
Víctor Gárate vuelve a participar con Los Leones del Caracas desde el 4 de diciembre hasta el 29 de diciembre de 2015, con una efectividad de 1.12 durante los 10 partidos dejando como resultado de 0 juegos ganados, 1 perdido, en 8 inning, permitiendo 4 Hit, 1 Carrera limpias, 0 jonrones, 3 bases por bolas y ponchó a 11 jugadores

### 2016
Gárate firmó contrato de nuevo con los Saraperos de Saltillo de la Liga Mexicana de Béisbol para la Temporada 2016. 
En la Liga Mexicana de Béisbol
Víctor Gárate vuelve a participar con Los Saraperos de Saltillo desde el 7 de abril hasta el 7 de junio de 2016, con una efectividad de 4.69 durante los 10 partidos dejando como resultado de 2 juegos ganados, 3 perdido, en 48 inning, permitiendo 48 Hit, 28 carreras, de las cuales 25 Carrera limpias, 2 jonrones, 19 bases por bolas y ponchó a 36 jugadores
Fue puesto en libertad el 8 de junio de 2016 por LosSaraperos de Saltillo.
En la Liga Venezolana de Béisbol Profesional
Víctor Gárate vuelve a participar con Los Leones del Caracas desde el 8 de octubre.

### 2017
En la Liga Venezolana de Béisbol Profesional
Víctor Gárate junto con Guillermo Moscoso son objeto de un cambio que los traslada desde los Leones del Caracas a los Tigres de Aragua en cambio por el infielder Gleyber Torres.

### 2018
En la Liga Venezolana de Béisbol Profesional
Víctor Gárate es objeto de un nuevo cambio, esta vez a las Águilas del Zulia junto con el infielder Alberto González por el prospecto Yeltsin Gudiño, que a su vez regresa a los Tigres de Aragua.